# Aleksandra Wiktorow
Aleksandra Wiktorow (ur. 18 stycznia 1952 w Warszawie) – polska ekonomistka, była wiceminister pracy oraz prezes Zakładu Ubezpieczeń Społecznych, rzecznik ubezpieczonych (2011–2015) i następnie rzecznik finansowy (2015–2019).

## Życiorys

### Wykształcenie i praca naukowa
Ukończyła studia w Szkole Głównej Planowania i Statystyki w Warszawie, ze specjalizacją w zakresie ubezpieczeń społecznych. W 1984 obroniła doktorat na Uniwersytecie Marii Curie-Skłodowskiej w Lublinie.
W latach 1973–1990 pracowała w Zakładzie Warunków Bytu w Instytucie Pracy i Spraw Socjalnych. Od 1993 prowadzi wykłady w Wyższej Szkole Ubezpieczeń i Bankowości (przemianowaną na Akademię Finansów), zajmuje stanowisko profesora, sprawowała też funkcję prorektora do spraw dydaktycznych i studenckich. Kieruje Katedrą Ubezpieczeń na tej uczelni. Od 1994 współpracuje także z Instytutem Badań nad Gospodarką Rynkową.

### Działalność publiczna
Od 1991 do 1993 sprawowała funkcję wiceministra w Ministerstwie Pracy i Polityki Socjalnej w rządach Jana Krzysztofa Bieleckiego, Jana Olszewskiego i Hanny Suchockiej, odpowiadając za ubezpieczenia społeczne oraz bezpieczeństwo pracy. W 1993 bez powodzenia kandydowała do Sejmu z ramienia Kongresu Liberalno-Demokratycznego. W 1996 powołana w skład Państwowej Komisji Egzaminacyjnej dla Brokerów Ubezpieczeniowych i Reasekuracyjnych.
W latach 1996–1998 była współpracownikiem Biura Pełnomocnika Rządu do spraw Reformy Zabezpieczenia Społecznego. Od 1999 do 2000 pełniła funkcję wiceprzewodniczącej rady nadzorczej PZU Życie S.A., a od 1999 do 2001 była członkiem rady nadzorczej Zakładu Ubezpieczeń Społecznych. Od 18 maja 2001 do 1 czerwca 2007 (z rekomendacji Unii Wolności) zajmowała stanowisko prezesa Zakładu Ubezpieczeń Społecznych. Od 2010 wchodziła w skład Rady Gospodarczej powołanej przez Donalda Tuska, a następnie przez Ewę Kopacz.
10 listopada 2011 objęła urząd rzecznika ubezpieczonych na kadencję 2011–2015. W latach 2015–2019 była rzecznikiem finansowym.
W 2004 odznaczona Krzyżem Kawalerskim Orderu Odrodzenia Polski.